# Боденфельде
Боденфельде (нем. Bodenfelde) — община в Германии, в земле Нижняя Саксония.
Входит в состав района Нортхайм. Население составляет 3361 человек (на 31 декабря 2010 года). Занимает площадь 20 км².
Коммуна подразделяется на 5 сельских округов.

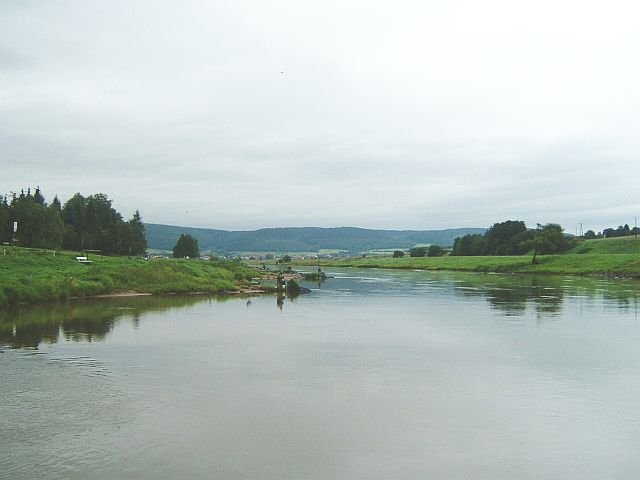
Боденфельде

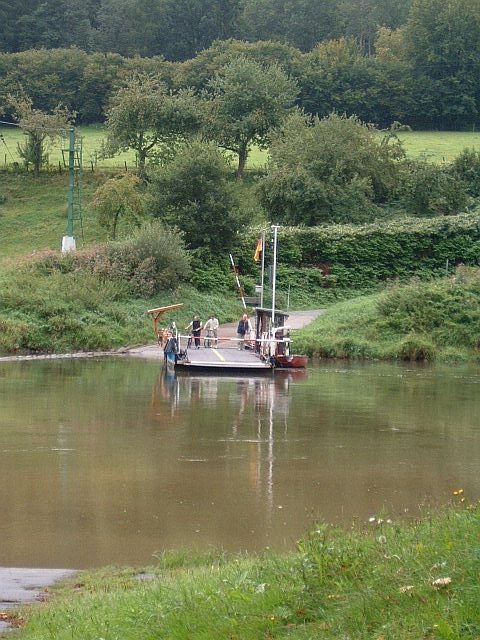
Боденфельде

| Год  | Население |
| ---- | --------- |
| 1990 | 3854      |
| 1995 | 3957      |
| 2000 | 3777      |
| 2005 | 3594      |
| 2010 | 3404      |